# معركة كوربينس
معركة كوربينس هي اشتباك عسكري انتصر فيه المرابطون بقيادة عبد الله بن إياد نصرا مدويا على القوات الكاتالونية بقيادة رامون بيرنجر الثالث، كونت برشلونة.

## خلفية تاريخية
بعد سقوط سرقسطة عام 1118، أصبحت مدينة لاردة تحت تهديد ألفونسو المحارب. قام رامون بيرنجر الثالث، كونت برشلونة، بالتحالف مع حاكم لاردة المرابطي، عبد الله بن إياد. تعهد رامون بالدفاع عن المدينة ضد أي هجوم من قبل ألفونسو مقابل تنازل ابن إياد عن بعض القلاع الحدودية له ودفع الجزية لبرشلونة. في عام 1123، هاجم ألفونسو لاردة. انتهى الحصار بالفشل بسبب تدخل رامون الذي كان يخطط لضم لاردة لدولته. ففي أكتوبر 1122، تحالف مع بونش الثاني ملك إمبارش. أصدر البابا كاليكستوس الثاني مرسومًا صليبيًا لترميم الكنائس في أيبيريا ومساعدة رامون للسيطرة على لاردة. وكُلف رئيس الأساقفة أوليجاريوس بإدارة الحملة الصليبية. أمر رامون جميع المتطوعة الذين حصلوا على العشور بالذهاب في حملة صليبية. وبمجرد الانتهاء من الاستعدادات، هاجم رامون حصون المرابطين.

## المعركة
لا يُعرف سوى القليل من التفاصيل بخصوص الهجوم، الذي ربما وقع عام 1126. دخل المرابطون الحدود وأحدثوا أضرارًا جسيمة وقطعوا الحقول وأحرقوا جميع البلدات والأماكن الواقعة على ضفتي سيجري ونوغيرا ريباجوركانا . عند علمهم بهذا الهجوم، واجه الكاتالونيون قوات المرابطين بالقرب من قلعة كوربينس . وهزمهم المرابطون هزيمة مدوية بفضل تفوقهم العددي. أسفرت معركة دامية عن عدد قليل من الناجين من الكاتالونيين. أدى انتصار المرابطين إلى فتح العديد من القلاع في مقاطعة أورجيل حتى ألبيسا وتيرمينس .

## تداعيات
أدت الهزيمة في كوربينس إلى تراجع حدة الهجمات الصلبية ضد المرابطين. التقى ألفونسو برامون إلى جانب أساقفة وشقة ورودا. اتفق كلا الحاكمين على التحالف ضد المرابطين . لم ينتج عن هذا التحالف أي حملة مشتركة ضد المسلمين، لكنه أجل أي حملة صليبية ضد لاردة إلى غاية سنة 1131.